# Rabello Futebol Clube
El Rabello Futebol Clube fou un club de futbol brasiler de la ciutat de Brasília al Districte Federal del Brasil.
Va ser fundat el 17 d'agost de 1957. Era propietat de la companyia Constructora Rabello SA. Fou quatre cops campió estatal entre  1964 i 1967. Els seus colors eren el negre i el blanc.

## Palmarès
- Campionat brasiliense:[2]
  - 1964, 1965, 1966, 1967